# Andy Lee (Boxer)
Andy Lee (* 11. Juni 1984 in London) ist ein irischer Boxtrainer und ehemaliger Profiboxer. Er war von Dezember 2014 bis Dezember 2016 Weltmeister der WBO im Mittelgewicht. Als Amateur vertrat er Irland im Mittelgewicht bei den Olympischen Spielen 2004 in Athen.

## Herkunft und Familie
Lee wurde als viertes von sechs Kindern einer Pavee-Familie in der englischen Hauptstadt London geboren und wuchs in einer Wohnwagensiedlung im Stadtteil Bow auf. Als Lee 14 Jahre alt war, zog die Familie zurück in das irische Limerick, von wo aus seine Eltern in den 1970er Jahren nach England gezogen waren. Er ist ein Cousin zweiten Grades des Boxers Tyson Fury.
Lee ist seit 2013 mit Maud Reardon verheiratet, der Tochter des irischen Schauspielers Daniel Reardon. 2017 wurde Lee Vater einer Tochter.

## Amateurkarriere
Sein größter Erfolg im Nachwuchsbereich war der Gewinn der Silbermedaille im Halbmittelgewicht bei der Junioren-Weltmeisterschaft 2002 in Santiago de Cuba.
Bei den Erwachsenen wurde er 2003, 2004 und 2005 jeweils Irischer Meister im Mittelgewicht und startete bei der Weltmeisterschaft 2003 in Bangkok, wo er im Achtelfinale gegen Gennadi Golowkin unterlag. Bei der Europameisterschaft 2004 in Pula kam er unter anderem mit Siegen gegen Darren Barker und Nikola Sjekloća in das Halbfinale, wo er gegen Lukas Wilaschek mit einer Bronzemedaille ausschied.
Bei den Olympischen Spielen 2004 in Athen schlug er in der Vorrunde Alfredo Angulo, ehe er im Achtelfinale knapp mit 27:27+ gegen Hassan N’Dam N’Jikam ausschied.

## Profikarriere
Lee unterzeichnete im Dezember 2005 einen fünfjährigen Profivertrag mit dem US-amerikanischen Trainer und Manager Emanuel Steward, wobei er in dessen Kronk Gym in Detroit trainierte. Sein Profidebüt gewann er am 10. März 2006 einstimmig nach Punkten gegen Anthony Cannon.
Er gewann 15 Kämpfe in Folge, darunter durch K.o. in der dritten Runde gegen den Ex-WBA-Weltmeister Carl Daniels und durch TKO in der sechsten Runde gegen Jason McKay, wodurch er Irischer Meister im Supermittelgewicht wurde.
Am 21. März 2008 verlor er überraschend durch TKO in der siebenten Runde gegen Brian Vera, nachdem er bis zu diesem Zeitpunkt auf allen drei Punktezetteln geführt und Vera in der ersten Runde auch zu Boden geschlagen hatte. Seine folgenden 13 Kämpfe konnte er dann wieder für sich entscheiden, wobei ihm Siege gegen Mamadou Thiam, Craig McEwan, Alex Bunema und in einem Rückkampf gegen Brian Vera gelangen. Mit dem Sieg gegen Bunema wurde er Nordamerikameister der Verbände NABA und NABF im Mittelgewicht.
Mit einer Bilanz von 28-1, mit 20 K.o., konnte er am 16. Juni 2012 im Mittelgewicht als Herausforderer gegen den WBC-Weltmeister Julio Chávez antreten, verlor gegen den Mexikaner jedoch durch TKO in der siebenten Runde, nach Abbruch durch den Ringrichter.
Durch fünf folgenden Siege, im letzten davon in einem NABF-Titelkampf durch einen spektakulären K.o. in der fünften Runde gegen John Jackson, der bis dahin auf allen drei Punktzetteln geführt und Lee in der ersten Runde niederschlagen konnte, qualifizierte er sich im Alter von 30 Jahren für einen erneuten WM-Kampf im Mittelgewicht. Er boxte dabei am 13. Dezember 2014 um den von Peter Quillin niedergelegten und dadurch vakanten WBO-Weltmeistertitel gegen den auf Platz 1 des Verbandes gesetzten Russen Matwei Korobow (24-0), wobei er selbst nur auf Platz 4 des Verbandes gereiht wurde. Im Laufe des Kampfes führte Korobow bei allen drei Punktrichtern, ehe er in der sechsten Runde schwer getroffen und während einer folgenden Schlagserie von Lee vom Ringrichter aus dem Kampf genommen wurde. Lee siegte damit durch TKO und war damit neuer WBO-Weltmeister.
Seine erste Titelverteidigung bestritt er am 11. April 2015 gegen den letzten Titelträger Peter Quillin (31-0). Da Quillin das Gewichtslimit nicht einhalten konnte, wäre der Gürtel bei einer Niederlage von Lee vakant geworden. Der Kampf, bei dem beide Boxer Niederschläge verzeichneten, endete jedoch mit einem Unentschieden.
Am 19. Dezember 2015 verlor er eine Titelverteidigung gegen den britischen Pflichtherausforderer Billy Saunders (22-0) durch Mehrheitsentscheidung nach Punkten, wofür zwei Niederschläge Lee’s in der dritten Runde beitrugen.
Seinen nächsten und zugleich letzten Kampf bestritt er nach einer rund 15-monatigen Auszeit am 18. März 2017 und siegte nach Punkten gegen KeAndrae Leatherwood. Im Februar 2018 gab Lee im Alter von 33 Jahren das Ende seiner Profikarriere bekannt.

## Trainertätigkeit
Nach Beendigung seiner Profikarriere wurde er Boxtrainer im Lager von Tyson Fury und später auch Joseph Parker. Zudem trainierte er auch die irischen Boxer Patrick Donovan und Jason Quigley.
| Vorgänger     | Amt                                                                         | Nachfolger         |
| ------------- | --------------------------------------------------------------------------- | ------------------ |
| Peter Quillin | Boxweltmeister im Mittelgewicht (WBO) 13. Dezember 2014 – 19. Dezember 2015 | Billy Joe Saunders |